# Tell Ramad
Koordinaten: 33° 21′ 36,6″ N, 35° 56′ 56,2″ O
Tell Ramad (arabisch تل رماد, DMG Tall Ramād ‚Aschehügel‘) ist ein neolithischer Siedlungshügel oder Tell am Fuße des Hermon, südlich der Straße von Qatana nach Artuz, etwas mehr als 15 km südwestlich der syrischen Hauptstadt Damaskus. 

## Geschichte
Die kleine Siedlung in 830 m Höhe bestand etwa zwischen 7230 und 6400/6300 v. Chr. Sie umfasste eine Fläche von 150 mal 175 m, also insgesamt 2 ha; klar unterschieden werden drei Schichten. Der Tell erlangte erhebliche Bedeutung für die Frage nach der Neolithisierung der Region und damit für die nach der Entstehung der Landwirtschaft. Auch wurde dort der älteste Anhänger aus Kupfer entdeckt, ein Metall, das ab dem 7. Jahrtausend v. Chr. in Syrien verarbeitet wurde.
Der Tell wurde von dem französischen Zolloffizier Company und dem Lieutenant Potut entdeckt. Laurisson Ward besuchte den Hügel 1939 und sammelte Oberflächenfunde, die sich heute im  Peabody Museum of Archaeology and Ethnology in Cambridge (Massachusetts) befinden. Doch erst nachdem W. J. van Liere von der Welternährungsorganisation FAO, dann Selim Abdulhak, Generaldirektor der Antiquitès et des Musées in Damaskus und daraufhin Henri de Contenson sich mit der abgelegenen Siedlung auseinandergesetzt hatten und letzterer in acht Grabungskampagnen zwischen 1963 und 1973 den Hügel erforscht hatte, wurde seine Bedeutung in der Fachöffentlichkeit deutlich. Bis dahin waren neolithische Funde vor allem aus Jericho bekannt, nun erwies sich, dass der Großraum Damaskus erst recht spät von der neolithischen Revolution erfasst wurde.
Insgesamt umfasst Tell Ramad drei Siedlungsschichten. Aus der frühesten Schicht (Stratum I), die in die zweite Hälfte des 8. Jahrtausends v. Chr. datiert wurde, stammen Gruben von 3 bis 4 Metern Durchmesser, die offenbar Wohnungen darstellten. Im Unterschied zu dieser ersten Schicht fanden sich in Schicht II (1. Hälfte 7. Jahrtausend) zwar andere Flintwerkzeuge, doch Begräbnissitten und -beigaben weisen auf eine Kontinuität hin. Allerdings wurden die bisher runden, oftmals vieleckigen und unregelmäßigen Häuser nun rechteckig. Die Häuser waren durch Pfade, aber auch Öfen und Silos voneinander getrennt. Weiße Ware, eine typische Keramik, wurde nun in größeren Mengen hergestellt. In Schicht III, die in das 7. Jahrtausend datiert wurde, fand man Gebrannte Ware in großen Mengen. Doch nun wurden keine Grubenhäuser mehr gebaut, sondern Vorratskammern in die älteren, tiefergelegenen Schichten gegraben, was auf den Aufenthalt von nomadischen Gruppen hinweist. Die meisten Siedlungen der Region wurden um 6800 v. Chr. aufgegeben, während Tell Ramad noch drei bis vier Jahrhunderte weitergenutzt wurde. Eine letzte, eher geringe Besiedlung des Hügels fand in der zweiten Hälfte des 6. Jahrtausends statt.
Eine wesentliche Bedeutung des Tells liegt darin, dass dort Überreste von domestiziertem Weizen (Emmer und Einkorn, Hartweizen), Roggen, Erbsen und Flachs entdeckt wurden. Dabei dominierte mengenmäßig der Emmer. Die Tells Aswad und Ghoraifé (zeitlich überlappen sich Ramad und Ghoraifé II) hatten bereits erwiesen, dass diese domestizierten Pflanzen bereits seit längerem im Raum Damaskus angepflanzt wurden. Hinzu kamen im Ramad-Hügel wie an den älteren Fundplätzen Wildpflanzen, wie Pistazien, Feigen, Mandeln und Birnen. Obwohl seit zwei Jahrtausenden Pflanzen kultiviert wurden, nahm die Nutzung der Wildpflanzen keineswegs ab. Im Gegensatz war die Jagd äußerst marginal geworden. Die Bewohner lebten in einem zu dieser Zeit noch dicht bewaldeten Gebiet, in dem sich bisher wenig erforschte, kleinere Dörfer finden. Die Bewohner betrieben Ackerbau auf kleinen Lichtungen, die sie in den Wald geschlagen hatten.
Schafe und Ziegen wurden bereits in der frühesten Zeit domestiziert. Dabei stellten Schafe drei Viertel der Tiere, Ziegen nur ein Viertel. Ansonsten wurden auch Rinder und Schweine gehalten. Die Jagd war inzwischen recht unbedeutend geworden und beschränkte sich weitgehend auf Gazellen.
Drei Tonfigurinen, deren Fragmente man fand, dienten möglicherweise für die dort ebenfalls entdeckten Schädel als eine Art Sockel, möglicherweise wurden Schädel und Figurinen rituell gemeinsam beigesetzt. In Schicht I enthielt eine Grube sechs Schädel, in Schicht II fanden sich zwei Gruben mit 3 bzw. 12 Schädeln. Die sorgsam abgetrennten Schädel waren konserviert worden, womöglich um den Eindruck des Lebendigen zu vermitteln. Rote Farbreste konnten nachgewiesen werden. Diese Art der Konservierung erscheint in weiten Teilen der südlichen Levante, ebenso wie die rituelle Sekundärbestattung, bei der den Toten nach Entfernung oder Auflösung der vergänglicheren Bestandteile, vor allem die Schädel separiert wurden, so dass man zunächst von einem „Schädelkult“ sprach.
Zwar wurden zahlreiche Tonfigurinen gefunden, doch waren die meisten von ihnen so stark fragmentiert, dass sie nicht näher zu beschreiben waren. Dies galt allein für 62 der etwa 100 Figurinen aus Schicht I. Mindestens 12 von ihnen stellten Menschen dar, acht weitere waren vierbeinig, stellten also Tiere dar. In Schicht II fanden sich 586 Fragmente, von denen 562 als „unförmig“ kategorisiert wurden. 270 Figurinen dieser Schicht waren anthropomorph. Die Figurinen in Schicht III bestanden erstmals aus echter Keramik, nicht nur aus gebranntem Lehm. Zehn von ihnen waren anthropomorph, wenn sie auch allesamt unvollständig sind. Es handelt sich vorrangig um Köpfe. Nur drei Figurinen stellten Tiere dar, eine davon möglicherweise einen Boviden.